# Legión Nacional Pro-Patria (El Salvador)
Die Legión Nacional Pro-Patria war ein während des Ethnozids im Westen El Salvadors 1932 gegründeter paramilitärischer Verband.
Die Legion wurde am 29. Februar 1932 von Generalmajor Calderón gegründet, der als Befehlshaber für das Massaker verantwortlich war.
Die Legion Calderóns rekrutierte sich ursprünglich mit Veteranen aus dem Massaker, die mutmaßliche Kommunisten zu identifizieren und gefangen zu nehmen hatten.

## Guardias Cívicas
1937 wurden die Legión Nacional Pro-Patria in Guardias Cívicas umbenannt und die Mitglieder vom Staat unterhalten. Sie unterstanden so der Kontrolle der FAES und der Guardia Nacional und wurden von Offizieren beider Organisationen ausgebildet.
Die Guardias Cívicas bildeten zusammen mit ihrem zivilen Pendant, der Asociación Civica, ein landesweites Netz staatlicher Überwachung.
Die Mitgliedschaft in den Guardias Cívicas brachte Privilegien mit sich, wie Uniformen, Macht über Nichtmitglieder, Straffreiheit bei Verbrechen und das Recht, eine Feuerwaffe zu tragen.
Die Guardias Cívicas unterstanden ihrerseits einer strikten Kontrolle durch die Ober- und Mittelschicht. Die Angst vor dem Kommunismus im Zusammenhang mit dem Aufstand 1932 führte zur Überwachung der Guardias Cívicas. Die Guardias Cívicas wandelten sich schrittweise in soziale Verbände und Vereine, die die nationale Ideologie des Antikommunismus pflegten.
Die Partido Pro-Patria (PPP) war die Staatspartei in der Zeit Martínez.